# オルドイニョ・エブルル
オルドイニョ・エブルル（Ol Doinyo Eburru）はケニアにある火山である。エブルル火山体（Eburru volcanic complex）、エブルル山とも呼ばれる。東アフリカのグレート・リフト・ヴァレーの火山系の一部で、東リフト・ヴァレーにある。ナイヴァシャ湖の北西約15 km、エルメンテイタ湖の南約20 kmに位置する。完新世に最後の噴火があり歴史時代の噴火の記録はないが、現在でも活発な噴気活動が見られる。
東リフト・ヴァレーの西縁から東に突き出るような形で主山塊が東西方向に伸び、多数の火口を持つ。溶岩円頂丘・噴石丘・爆裂火口からなる複合火山である。
新しい部分的に植生のある流紋岩ドームが東山麓にあり、完新世のものと考えられている。更新世の響岩および粗面岩溶岩流を流紋岩黒曜石溶岩が覆い、主山塊の北および北東斜面を形成する。南西麓火口からの更新世後期の流紋岩溶岩流はナイヴァシャ湖近くまで達する。基盤には南北方向に走るいくつかの断層があり、それに沿って広範囲の噴気活動が見られる。
この地域では国際協力事業団 (JICA) がケニア共和国と協力して、1979年より「リフト渓谷地熱開発計画調査」を実施している。
雨量の少ないエブルル村では、地下から噴出してくる水蒸気をパイプに通して冷やし、凝縮水を井戸にためて貴重な生活用水として利用している。
その様子は1987年放送の『NHK特集 地球大紀行』「第2集 引き裂かれる大地」の中で紹介された。

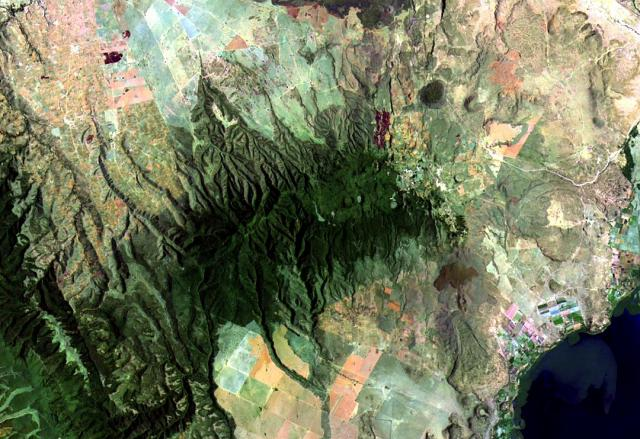
オルドイニョ・エブルルのランドサット画像